# ATP Challenger Tarbes
Der ATP Challenger Tarbes (offiziell: Tarbes Challenger) war ein Tennisturnier, das 1987 und 1988 in Tarbes, Frankreich, stattfand. Es gehörte zur ATP Challenger Tour und wurde im Freien auf Sand gespielt.

## Liste der Sieger

### Einzel
| Jahr | Sieger          | Finalgegner   | Ergebnis |
| ---- | --------------- | ------------- | -------- |
| 1988 | Eduardo Osta    | Jesús Colás   | 7:6, 6:4 |
| 1987 | Pedro Rebolledo | Ronald Agénor | 6:3, 6:4 |

### Doppel
| Jahr | Sieger                            | Finalgegner                   | Ergebnis |
| ---- | --------------------------------- | ----------------------------- | -------- |
| 1988 | João Cunha e Silva Jörgen Windahl | Eduardo Furusho César Kist    | 6:2, 6:1 |
| 1987 | Yahiya Doumbia Thierry Pham       | Roberto Azar Marcelo Ingaramo | 7:6, 6:4 |